# Hedydipna
Hedydipna är ett fågelsläkte i familjen solfåglar inom ordningen tättingar. Släktet omfattar fyra arter som förekommer framför allt i Afrika söder om Sahara, men också i Nildalen och på sydvästra Arabiska halvön:
- Halsbandssolfågel (H. collaris)
- Dvärgsolfågel (H. platura)
- Nilsolfågel (H. metallica)
- Amanisolfågel (H. pallidigaster)